# Grahor
Grahor je priimek v Sloveniji, ki ga je po podatkih Statističnega urada Republike Slovenije na dan 1. januarja 2010 uporabljalo 65 oseb in je med vsemi priimki po pogostosti uporabe uvrščen na 6.214. mesto.

## Znani nosilci priimka
- Andrej Grahor, politik
- Anton Grahor, zdravnik dermatovnerolog (umrl 1964)
- Ivo Grahor (1902–1944), književnik
- Josip Grahor (1894–1986), Tigr-ovec, politični delavec
- Olga Grahor (1907–1985), prevajalka, urednica